# Омар Торріхос
Омар Торріхос (ісп. Omar Torrijos; 13.02.1929, Сантьяго-де-Вераґуас, Панама — 31.07.1981, Пеномоне, Панама) — панамський державний і військовий діяч, де-факто керівник Панами в 1968—1981 роках, верховний головнокомандувач Національної гвардії Панами (1968—1981), бригадний генерал (1969). Здійснював лівонаціоналістичний політичний курс.